# Шошињи
Шошињи (фр. Chauchigny) насеље је и општина у североисточној Француској у региону Шампањ-Арден, у департману Об која припада префектури Ножан сир Сен.
По подацима из 2011. године у општини је живело 256 становника, а густина насељености је износила 26,34 становника/km². Општина се простире на површини од 9,72 km². Налази се на средњој надморској висини од 95 метара.

## Демографија
| 1962. | 1968. | 1975. | 1982. | 1990. | 1999. | 2011. |
| ----- | ----- | ----- | ----- | ----- | ----- | ----- |
| 219   | 226   | 204   | 212   | 224   | 254   | 256   |

График промене броја становника у току последњих година